# جيف دنيس
جيف دنيس هو محامي كندي، ولد في 3 يونيو 1958 في تورونتو في كندا.